# Chiswick Park (stanice metra v Londýně)
Chiswick Park je stanice metra v Londýně, otevřená 1. července 1879 jako Acton Green. V březnu 1887 došlo k přejmenování na Chiswick Park & Acton Green. Dnešní podoba jména vznikla 1. března 1910. Roku 1903 byla stanice elektrifikována. V letech 1931-1932 byla stanice přestavěna Charlesem Holdenem. Holdenova inspirace na přestavbu pocházela ze stanice metra Krumme Lanke v Berlíně. Stanice v podobném stylu je Arnos Grove. Autobusové spojení zajišťuje linka 440. Stanice se nachází v přepravní zóně 3 a leží na lince District Line mezi stanicemi Acton Town a Turnham Green. Stanice je čtyřkolejná. Boční nástupiště District line jsou u vnějších kolejí. Po vnitřních kolejích bez zastavení projíždějí vlaky linky Picadilly line. 
| Rok  | Počet cestujících |
| ---- | ----------------- |
| 2011 | 1,97 mil          |
| 2012 | 2,10 mil          |
| 2013 | 2,12 mil          |
| 2014 | 2,39 mil          |